# Horní Poříčí (ort i Tjeckien, Södra Böhmen)
Horní Poříčí är en ort i Tjeckien.   Den ligger i regionen Södra Böhmen, i den sydvästra delen av landet, 100 km sydväst om huvudstaden Prag. Horní Poříčí ligger 412 meter över havet och antalet invånare är 309.
Terrängen runt Horní Poříčí är platt norrut, men söderut är den kuperad. Horní Poříčí ligger nere i en dal. Runt Horní Poříčí är det ganska tätbefolkat, med 75 invånare per kvadratkilometer. Närmaste större samhälle är Strakonice, 9,1 km öster om Horní Poříčí. Trakten runt Horní Poříčí består till största delen av jordbruksmark.